# Delicte

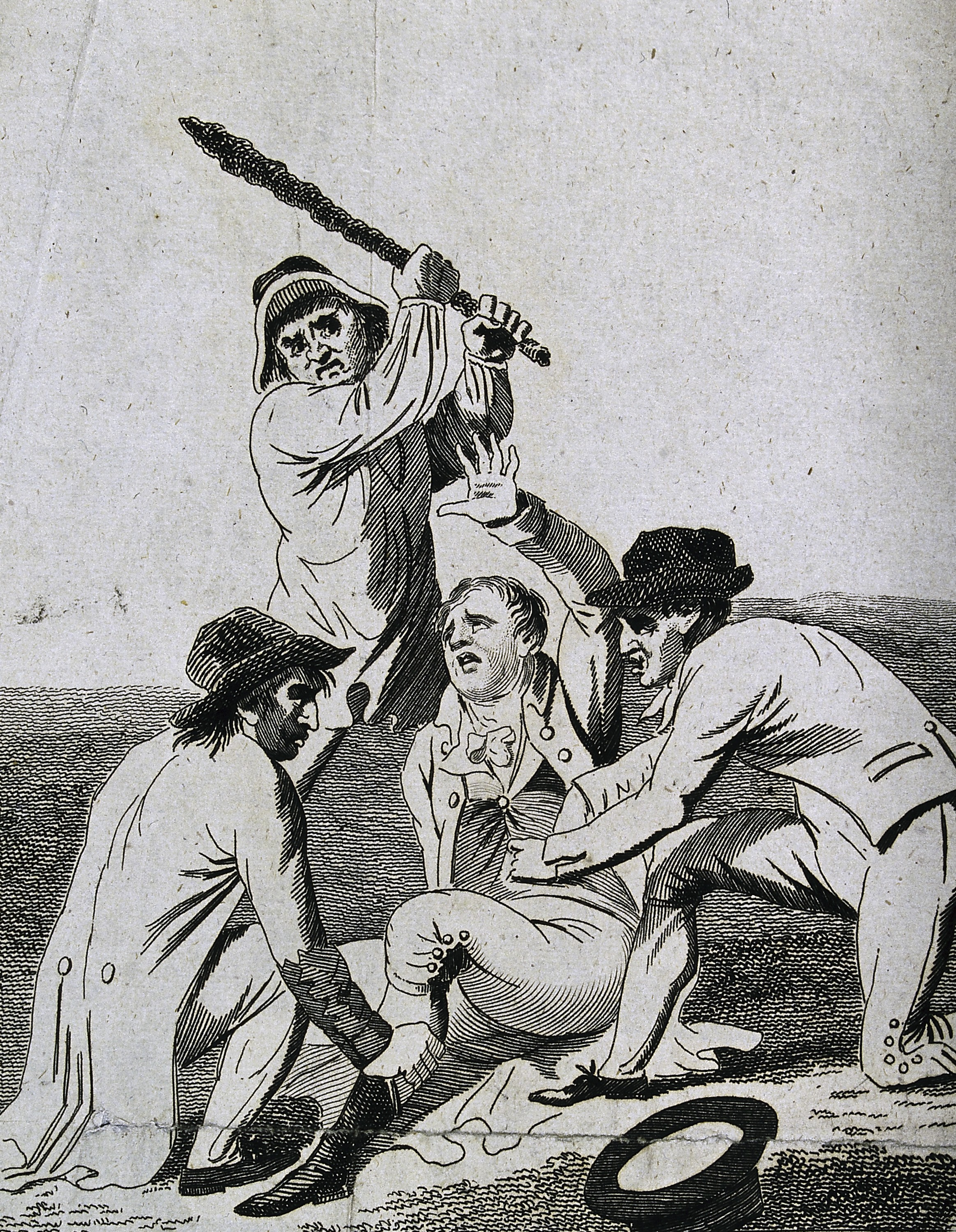
Dibuix d'un home que és agredit i robat per un grup, cosa que constitueix un delicte.

El delicte, en sentit estricte, és definit com a conducta o acció  típica (tipificada per la llei),  antijurídica (contrària a Dret), culpable i punible. Representa una conducta infraccional del Dret penal, és a dir, una acció o omissió tipificada i penada per la llei. La paraula deriva del verb llatí delinquere, que significa 'abandonar', 'apartar del bon camí', 'allunyar-se del sender assenyalat per la llei'.
La definició de delicte ha diferit i difereix encara avui entre escoles criminològiques. Alguna vegada, especialment en la tradició iberoamericana, es va mirar d'establir a través del concepte de dret natural, creant per tant el delicte natural.
Avui aquesta accepció s'ha deixat de banda i s'accepta més una reducció a certes classes de comportament que una societat, en un cert moment, decideix de punir. Així es vol alliberar de paradoxes i diferències culturals que dificulten una definició universal.

## Delicte penal i delicte civil
En alguns sistemes jurídics, com en el de Dret romà, el de l'Argentina, el de Xile, o el d'Espanya (i, generalment, diversos sistemes de la família del Dret continental), es distingeix entre "delicte civil" i "delicte penal". El "delicte civil" és l'acte il·lícit, executat amb intenció de danyar uns altres, mentre que constitueix quasidelicte civil l'acte negligent que causa dany.
Els actes considerats com a delictes civils i quasidelictes civils, poden ésser també "delicte penal" si es troben tipificats i sancionats per la llei penal. Un "delicte penal" no serà, alhora, "delicte civil", si no ha causat danys; com tampoc un "delicte civil" serà, alhora, "delicte penal", si la conducta il·lícita no s'ha tipificat penalment.

## Crim i delicte
Crim i delicte són termes equivalents. La diferència és que delicte és genèric i per crim s'entén un delicte més greu o, en certs països, un delicte ofensiu contra les persones. Tant el delicte com el crim són categories presentades habitualment com universals, però els delictes i els crims són definits pels diferents ordenaments jurídics vigents en un territori o en un interval de temps 
Tant el crim en la seva cara privilegiada i en el seu aspecte material ha estat diferent en tots els moments històrics coneguts i en tots els sistemes polítics actuals.
Es pot al·legar que l'homicidi és considerat delicte en totes les legislacions, però matar un altre és castigat com a homicidi només sota estrictes condicions: que no es mati en una guerra, que no es mati exercint una professió (metges, infermers, policies,  jutges, ministres de l'interior, ministres de defensa), o que no es mati en legítima defensa.
D'altra banda, existeixen delictes i crims considerats internacionals, com el genocidi, la pirateria naval, el tràfic de persones, etc. Però un crim que no és castigat és solament un retret moral injuriós en contra d'una persona, fins i tot si ella ha incorregut en aquesta conducta, considerada delicte. Només el càstig constitueix a algú en delinqüent o criminal. El càstig transforma la vaga noció de delicte en un fet. Aquesta idea es pot provar de refutar argumentant que n'hi ha prou amb l'existència d'una víctima perquè existeixi delicte o crim.
Crear delictes, crims i càstigs són facultats sobiranes dels qui són al capdavant d'un sistema normatiu (vegeu principi de legalitat penal). Això explica que a Singapur sigui un delicte mastegar xiclet en llocs públics i un crim llençar-los al terra i a Xile sigui un delicte fumar marihuana fins i tot dins d'un espai privat, o a Alemanya la negació de l'holocaust.

## Classificació dels delictes
- Dolós. Individualitzen accions per la incorporació del resultat al programa causal finalment dominat per l'agent. L'autor ha volgut la realització del fet típic. Hi ha coincidència entre el que l'autor va fer i el que va voler.
- Culpós. L'autor no ha volgut la realització del fet típic. El resultat no és producte de la seva voluntat, sinó de l'incompliment del deure de cura.
- Comissió. Sorgeixen de l'acció de l'autor. Quan la norma prohibeix fer una determinada conducta i l'actor la realitza.
- Omissió. Són abstencions, es fonamenten en normes que ordenen fer alguna cosa. El delicte es considera realitzat en el moment que va haver de realitzar l'acció omesa.
- Pròpia. Són establerts en el Codi Penal. Els pot fer qualsevol persona, n'hi ha prou amb ometre la conducta a la qual la norma obliga.
- Impròpia. No són establerts en el Codi Penal. És possible mitjançant una omissió, consumar un delicte de comissió (delictes de comissió per defecte), com a conseqüència l'autor serà reprimit per la realització del tipus legal basat en la prohibició de dur a terme una acció positiva. No qualsevol pot cometre un delicte d'omissió impròpia, és necessari que qui s'absté tingui el deure d'evitar el resultat (deure de garant). Ex. La mare que no alimenta al nadó, i en conseqüència mor. És un delicte de comissió per omissió.
- De resultat. Exigeixen la producció de determinat resultat. S'hi integren l'acció, la imputació objectiva i el resultat.
- D'activitat. Són aquells en els quals la realització del tipus coincideix amb l'últim acte de l'acció i, per tant, no es produeix un resultat separable d'ella. El tipus s'esgota en la realització d'una acció, i la qüestió de la imputació objectiva és totalment estranya a aquests tipus penals, donat que no vinculen l'acció amb un resultat. En aquests delictes no es presenta cap problema de causalitat.
- De lesió. Hi ha un dany apreciable del bé jurídic. Es relaciona amb els delictes de resultat.
- De perill. No cal que l'acció hagi ocasionat un dany sobre un objecte, sinó que és suficient que l'objecte jurídicament protegit hagi estat posat en perill de patir la lesió que es vol evitar. El perill pot ser concret quan s'ha de donar realment la possibilitat de la lesió, oabstractequan el tipus penal es redueix simplement a descriure una forma de comportament que representa un perill, sense necessitat que aquest perill s'hagi verificat. (Quan l'acció crea un risc determinat per la llei i objectivament desaprovarà, indistintament de què el risc o perill afecti o no l'objecte que el bé jurídic protegeix de manera concreta).
- Comuns. Poden ser realitzats per qualsevol. No esmenten una qualificació especial d'autor, es refereixen a l'en forma genèrica (el qual).
- Especials. Només poden ser comesos per un nombre limitat de persones: aquells que tinguin les característiques especials requerides per la llei per ser l'autor. Aquests delictes no només estableixen la prohibició d'una acció, sinó que requereixen més una determinada qualificació de l'autor. Són delictes especials propis quan fan referència al caràcter del subjecte. L': el prevaricato només pot cometre qui és jutge. Són delictes especials impropis aquells en els quals la qualificació específica de l'autor opera com a fonament d'agreujament o atenuació. Ex.: Agreujament de l'homicidi comès per l'ascendent, descendent o cònjuge (Art. 80, inc.1).

## Delictes en particular
La branca del Dret penal que versa sobre l'anàlisi detallat dels delictes en particular s'anomena comunamentPart especial del Dret penal.

### Delictes contra la vida
- Assassinat
- Auxili al suïcidi
- Duel
- Homicidi
- Infanticidi
- Lesions
- Parricidi
- Uxoricidi
- Avortament

### Delictes contra l'honor
- Injúria
- Calúmnia
- Difamació

### Delictes contra la llibertat i indemnitat sexual(a vegades anomenats contra l'honestedat)
- Violació
- Estupre
- Abús sexual
- Corrupció de menors
- Prostitució infantil
- Pornografia infantil
- Proxenetisme
- Ultratges al pudor

### Delictes contra la llibertat
- Segrest
- Sostracció de menors
- Esclavitud
- Tràfic de persones
- Tortura
- Amenaces

### Delictes contra la intimitat
- Violació de domicili
- Espionatge

### Delictes contra la propietat
- Furt
- Robatori
- Extorsió
- Estafa
- Usurpació
- Usura
- Danys
- Incendi
- Pirateria
- Pirateria (Dret d'autor)
- Tutela penal de la propietat industrial

### Delictes contra la seguretat dels mitjans de transport i de comunicació
- Pirateria marítima.
- Pirateria aèria

### Delictes contra la seguretat pública
- Estrall.

### Delictes contra la salut pública
- Narcotràfic
- Consum de drogues

### Delictes ecològics
- Delicte ecològic
- Dany al medi ambient
- Caça d'espècies protegides
- Caça fora de temporada
- Tallada d'arbres protegits
- Pesca d'espècies protegides

### Delictes contra l'ordre de les famílies
- Adulteri
- Bigàmia
- Poligàmia
- Violència domèstica, maltractament produït entre integrants d'una mateixa família.

### Delictes contra l'ordre públic
- Instigació a cometre delictes
- Associació il·lícita

### Delictes contra la seguretat nacional
- Traïció
- Sedició
- Atemptats a l'ordre constitucional i a la vida democràtica
- Rebel·lió

### Delictes contra l'administració pública
- Abús d'autoritat
- Atemptat contra l'autoritat
- Suborn
- Contraban
- Exaccions il·legals
- Frau al fisc
- Evasió d'impostos
- Malversació de cabals públics
- Negociacions incompatibles amb l'exercici de funcions públiques
- Resistència contra l'autoritat
- Usurpació d'autoritat, títols o honors

### Delictes contra l'administració de justícia
- Prevaricació
- Fals testimoni
- Obstrucció a la justícia
- Falsa denúncia

### Delictes contra la fe pública
- Falsificació de moneda, bitllets de banc, títols al portador i documents de crèdit
- Falsificació de segells, timbres i marques
- Falsificació de documents
- Fraus al comerç i la indústria
- Gir fraudulent de xecs

### Delictes internacionals
- Crim de guerra
- Crim de lesa humanitat
- Crim d'extermini
- Pirateria
- Apartheid